# Université de Rajshahi

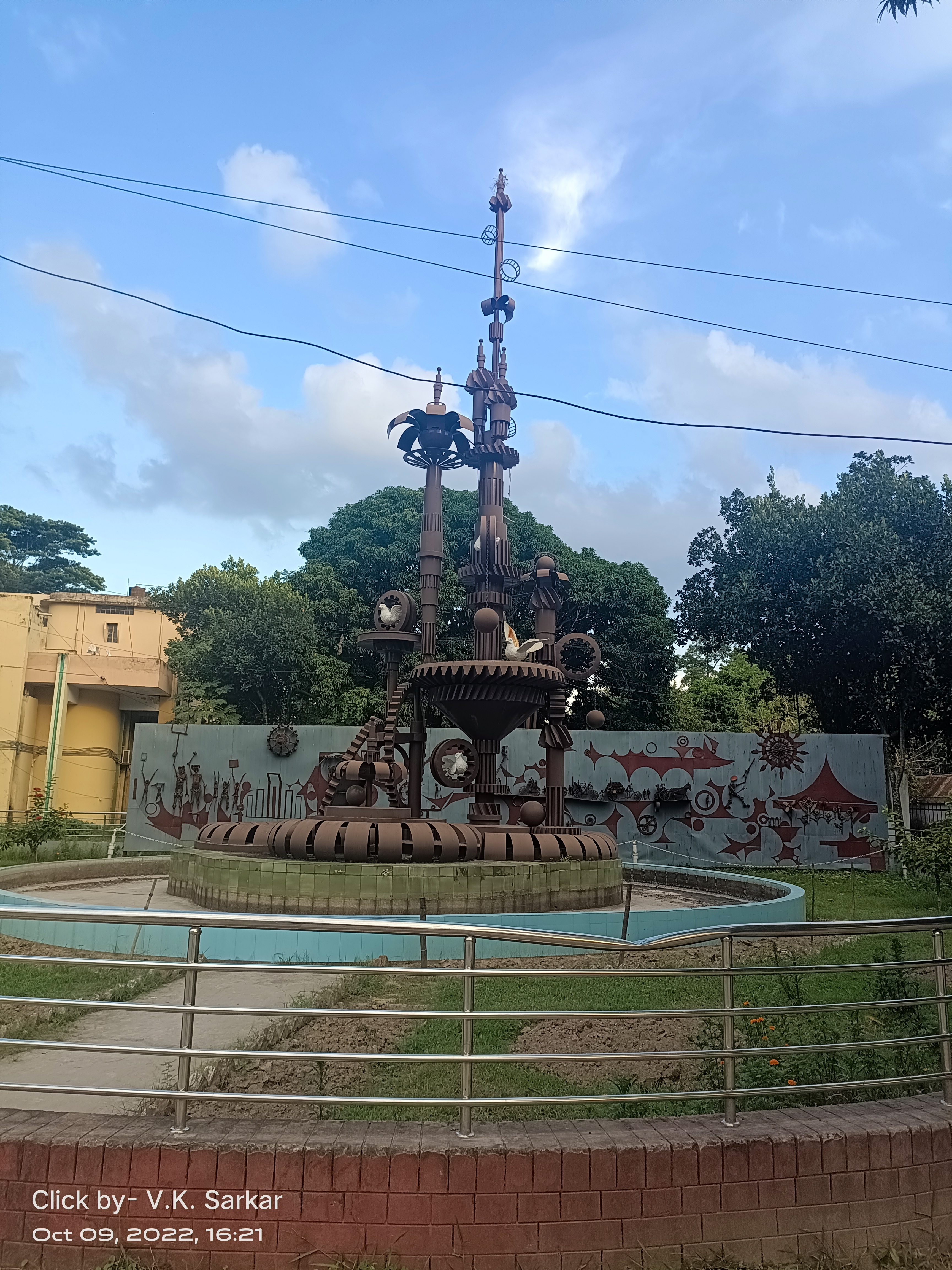
Tour Suborno Jayonti, Université de Rajshahi.

L'université de Rajshahi (bengali : রাজশাহী বিশ্ববিদ্যালয় Rājshāhi Bish-shobid-daloy) est une université publique qui est la deuxième plus grande du Bangladesh, à Râjshâhî, une ville du nord-ouest du Bangladesh. Elle a été fondée en 1953, la deuxième université à s'établir dans ce qui était alors le Pakistan oriental. L'université est classée troisième au classement des universités du Bangladesh en 2017.

## Personnalités liées à l'université

### Étudiants
- Bibhuti Roy, ingénieur et chercheur bangladais.